# 브레이브 (웹 브라우저)
브레이브(Brave)는 Brave Software, Inc.에서 개발하는 크로미엄 웹 브라우저에 기반한 자유-오픈 소스 웹 브라우저이다. 이 브라우저는 웹사이트 트래커(website tracker)와 광고를 차단한다. 이 회사는 이 브라우저의 미래 버전에 웹 서핑에 돈을 지불(pay to surf)하는 비즈니스 모델을 적용하는 것을 제안하였다.
2018년에 브레이브는 마이크로소프트 윈도우, 맥OS, 리눅스, 안드로이드, 그리고 iOS를 지원하다. 현재 버전은 5개의 검색 엔진을 기본으로 탑재하고 있으며, 그 중에는 파트너사인 덕덕고도 있다.
추가 다운로드를 받지 않더라도 Tor네트워크를 지원한다. VPN도 마찬가지로 다운로드 없이 지원하지만 무료 체험 이후 결제해야 한다.

## 문제점

### 동기화문제점
동기화가 제대로 되지 않는 문제점이 있다. 예를 들어, 리눅스에 브레이브를 설치한 후 10,000개의 북마크를 크롬에서 가져왔다면, 그 중에서 몇천 개만 마이크로소프트 윈도우나 안드로이드 기기에 설치된 브레이브와 동기화되고, 몇 천개는 동기화되지 않은 상태로 남아있다. 며칠을 기다려도 동기화가 완료되지 않는다.
또한 크롬에서는 북마크를 추가하면 몇 분 이내에 다른 기기에서도 동기화가 일어나는데, 브레이브에서는 몇 시간은 기다려야 다른 기기의 북마크에 추가되는 경우가 많고, 그나마도 추가가 안 되는 경우도 많다.

### 잘라내기, 복사, 붙여넣기강제종료
브레이브 설정에서 시스템 항목의 바로가기를 누르면 브레이브 브라우저 기능 안의 여러 기능들에 단축키들을 부여할 수 있는데 여러 기능 중 '잘라내기', '복사', '붙여넣기'이란 기능이 있다. 하지만 이들에게 단축키를 부여하여 브라우저 사용 중 이를 누르게 되면 브라우저가 1초 가량 응답이 없다가 강제종료된다.

## Basic Attention Token
웹 서핑을 하면서 광고를 보면 "Basic Attention Token" (BAT)을 준다. 광고주가 광고를 하려면 BAT을 지불해야 한다.

## 같이 보기
- 크로미엄 (웹 브라우저)
- 브레이브